# Leucopholis deplanata
Leucopholis deplanata är en skalbaggsart som beskrevs av Moser 1908. Leucopholis deplanata ingår i släktet Leucopholis och familjen Melolonthidae. Inga underarter finns listade i Catalogue of Life.